# Noboru Ueda

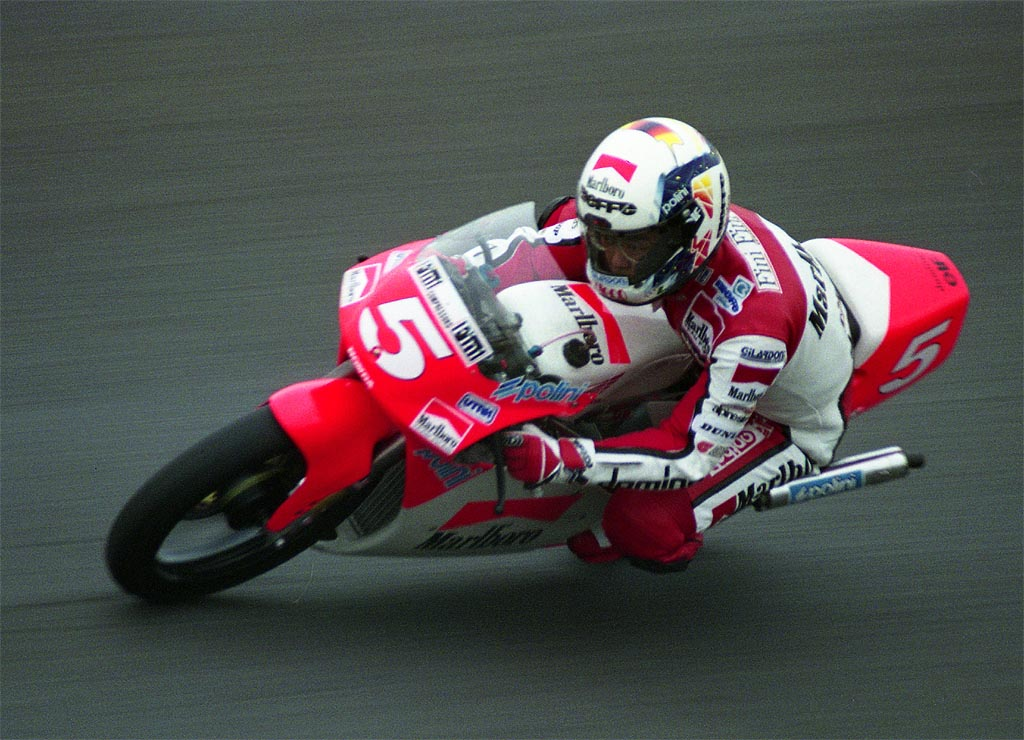
Noboru Ueda op het Suzuka International Racing Course in 1992.

Noboru "Nobby" Ueda (Japans: 上田 昇, Ueda Noboru) (Tahara, 23 juli 1967) is een voormalig Japans motorcoureur.
Ueda nam gedurende zijn gehele carrière in het wereldkampioenschap wegrace deel in de 125cc-klasse op een Honda. In 1991 debuteerde hij in het kampioenschap met een poleposition en een overwinning tijdens de eerste race in Japan. In Spanje behaalde hij nog een overwinning en werd vijfde in het kampioenschap. In 1992 kende hij een moeilijke start van het seizoen en was na vier raceweekenden nog altijd puntloos, maar in de tweede helft van het seizoen behaalde hij podiumplaatsen in Italië, Frankrijk en Groot-Brittannië. In 1993 behaalde hij een overwinning in de Grand Prix van Europa en werd opnieuw vijfde in het kampioenschap. In 1994 won hij races in Maleisië, Italië en Frankrijk en eindigde met dertig punten achterstand op Kazuto Sakata als tweede in de eindstand. In 1995 behaalde hij het podium in Duitsland en in 1996 in Japan en Spanje, maar in 1997 won hij weer Grands Prix in Japan, Oostenrijk, Tsjechië en Australië, waardoor hij achter Valentino Rossi, die alle andere races won, als tweede in het kampioenschap eindigde. In 1998 won hij in Maleisië, maar tijdens de race in Frankrijk kwam hij ten val en brak niet alleen zijn rechterbovenarm, maar ook zijn zenuwen raakten beschadigd. Enkel door een zenuwtransplantatie kon zijn arm gered worden en tijdens de laatste drie races keerde hij terug in het kampioenschap. In 1999 won hij in Rio de Janeiro zijn eerste race na zijn zware crash en eindigde met andere podiumplaatsen in Italië, Nederland, Groot-Brittannië, Tsjechië en Valencia als vijfde in de eindstand. Ook in 2000 werd hij vijfde met podia in Japan, Nederland, Groot-Brittannië en Australië. In 2001 behaalde hij in Italië zijn dertiende en laatste Grand Prix-overwinning. Aan het eind van 2002 kondigde hij, nadat hij vijf races moest missen doordat hij zijn rug brak in Italië, zijn afscheid aan, waarbij hij zei dat te doen om zijn lichaam te laten herstellen van verschillende blessures. Tegenwoordig is hij teambaas van zijn eigen Team Nobby, dat uitkomt in de J-GP3-klasse van het All Japan Road Race Championship.